# 云亨

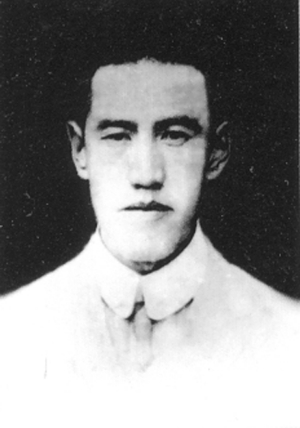
云亨

云亨（1884年—1926年2月），字嘉惠（一作嘉会），蒙古族，绥远土默特旗（今内蒙古自治区呼和浩特市）人。中国民主革命家，中华民国大陆时期政治人物。

## 生平
1902年，云亨入归绥中学堂学习，1905年毕业，加入中国同盟会，鼓吹革命。1910年，考入北京殖边学校。1911年，回到内蒙古筹划武装起义。
1911年10月10日，武昌起义爆发，此后内蒙古西部民众参加了辛亥革命。归绥的革命党人在归绥、萨拉齐、包头间奔走联络，策划起义。归绥、包头的清军巡防队中，部分官兵酝酿反清起义，他们准备在归绥举事，占领清朝在内蒙古西部的统治中心归绥。革命党人致信驻归绥的汉军口外八旗后路巡防队统领周维藩，劝其率部起义。正当周维藩犹豫之时，其部下张琳、曹富章率部于1911年11月9日起义，脱离军营开出归绥，沿大青山赴包头。云亨、王定圻、杨云阶等革命党人赶往包头，与经权（蒙古族）、郭鸿霖等人会合，在包头、萨拉齐等地策动起义，并且同张琳、曹富章等人取得联系，计划进驻包头。五原厅同知樊恩庆以及包头清军管带假装声称拥护革命，于12月24日暗中设下“鸿门宴”，导致起义军在“马号事件”中覆灭，张琳、曹富章、郭鸿霖等人被杀害，云亨获得朋友暗示，迅速脱离危险，幸免于难。
与此同时，归绥道其他各厅也先后发生反清暴动。1911年11月，陶林的乡村会党武装以及陶林厅的一百多名巡警在赵喜泰的领导下举行起义，占领陶林城。此后，这支起义军同清军交战失利，乃撤离陶林，南赴宁远一带。宁远厅的官员望风而逃，起义军占据宁远城。不久，因受察哈尔右翼各旗马队进攻，陶林起义军再次遭遇失败，余部加入丰镇军民武装。另外，自归绥撤离的清军巡防队统领周维藩率其余部，在兴和一带也宣告起义。
在山西革命党人的直接推动下，丰镇地区也发动起义。1911年12月初，在弓富魁等人的率领下，晋北各地的反清起义军开入大同。经弓富魁带动，张占魁、武万义（蒙古族）、马有才（回族）等人所率的农民军，以“推翻满清，建立民国”作为口号，在丰镇东北方向的隆盛庄附近地区宣告起义。12月16日，革命军攻进丰镇城，成立了革命政权，并且宣布了革命政策。12月23日，大量清军反攻丰镇，经过一天战斗，清军攻占丰镇，起义军被迫撤离。
在山西太原起义的山西革命军，于1911年12月初撤离太原，在阎锡山的领导下，北上抵达内蒙古伊克昭盟。李德懋、王定圻、云亨、经权等革命党人随即同山西革命军取得联系，并且重整人马，与山西革命军相配合。1912年1月，山西革命军入包头，成立包东州临时革命政权，控制包头、后套、伊克昭盟等地，云亨被任命为绥远城将军，经权被任命为归化城副都统。1912年1月15日，山西革命军东征归绥。1月17日，击溃了由原来的绥远八旗兵组建的清军第一营，攻占萨拉齐镇。1月26日，革命军东征归绥的途中，在萨拉齐以东的刀什尔村遭遇归绥清军巡防队以及满、蒙新军、土默特骑兵阻击，经过一整天战斗，革命军受到严重挫折。此时，阎锡山注重保存实力，以便返回太原夺取权力，不久又因为南北议和成功，阎锡山乃率部经托克托撤回山西，绥远的义军夺取归绥计划遂终止。
进攻归绥受挫后，云亨到上海、南京会见了孙中山及黄兴，支持阎锡山任山西都督。不久，云亨回到山西太原，在副官处工作。后来，云亨因受到阎锡山排挤，乃赴陕西，同胡景翼、弓富魁等继续讨伐袁世凯。1919年，云亨发动地方武装反对北洋军阀，又同景梅九等人一同反对阎锡山。因为屡屡受挫，精神失常。
1925年，云亨奉冯玉祥之命，收编游散部队，拟组建国民军第五军。1926年2月，云亨在洛阳城西观战时，中弹身亡。